# John Nesmith
John Nesmith (* 3. August 1793 in Windham, Rockingham County, New Hampshire; † 15. Oktober 1869) war ein US-amerikanischer Politiker. Im Jahr 1862 war er Vizegouverneur des Bundesstaates Massachusetts.

## Werdegang
John Nesmith besuchte die öffentlichen Schulen seiner Heimat. Bis 1822 lebte er in seinem Heimatort Windham, wo er einige lokale Ämter bekleidete und in einem Warengeschäft eine fünfjährige Lehre absolvierte. In den Jahren 1819 und 1820 war er Stadtkämmerer in Windham. 1822 zog er ins nahe Derry. Später wurde er zusammen mit seinem Bruder im Staat New York im Handel tätig. Seit 1831 lebten die Brüder in Lowell (Massachusetts), wo sie im Immobiliengeschäft arbeiteten. Außerdem wurde John Nesmith in verschiedenen anderen Branchen tätig, darunter auch in der Textilherstellung. Auf diesem Sektor erwarb er mehrere Betriebe. Dadurch wurde er ein erfolgreicher Geschäftsmann. In Lowell machte sich Nesmith auch einen Namen, als er ein Konzept für die Verbesserung der Wasserversorgung dieser Stadt entwarf, das dann erfolgreich umgesetzt wurde. In den 1850er Jahren wurde er Mitglied der neu gegründeten Republikanischen Partei. Sowohl im Jahr 1860 als auch 1864 war er einer der Wahlmänner, die Abraham Lincoln offiziell zum US-Präsidenten wählten.
1862 wurde Nesmith an der Seite von John Albion Andrew zum Vizegouverneur von Massachusetts gewählt. Dieses Amt bekleidete er nur für eine Amtszeit im Jahr 1862. Dabei war er Stellvertreter des Gouverneurs. Auf eine weitere Kandidatur verzichtete er dann. Nach seiner Zeit als Vizegouverneur arbeitete er bis zwölf Tage vor seinem Tod für die Bundessteuerbehörde. Er starb am 15. Oktober 1869.